# Conophyma semenovi
Conophyma semenovi is een rechtvleugelig insect uit de familie Dericorythidae. De wetenschappelijke naam van deze soort is voor het eerst geldig gepubliceerd in 1898 door Zubovski.